# Юлії Цезарі
Юлії Цезарі були найвідомішою родиною патриціанського роду Юліїв. Сім'я вперше з'являється в історії під час війни проти Пірра Епірського. Першим відомим був Луцій Юлій Цезар, другий син Луція Юлія Лібона Старшого. Його небіж Нумерій перейняв когномен Цезар, а під Другої Пунічної війни син Луція Юлія Цезаря — претор на Сицилії Секст Юлій Цезар закріпив його. Син останнього Секст Юлій Цезар отримав консульство в 157 р. до н.е.; але найвідомішим нащадком цього стірпа є Гай Юлій Цезар, полководець, який завоював Галлію і став безперечним господарем Риму після Громадянської війни. Отримавши диктаторську владу від римського сенату та запровадивши ряд політичних і соціальних реформ, він був убитий у 44 р. до н.е. Після подолання кількох суперників, прийомний син і спадкоємець Цезаря, Гай Юлій Цезар Октавіан, був проголошений Августом сенатом, відкривши те, що стало лінією Юліїв-Клавдіїв римських імператорів.

## Історія
Першим з Юліїв Цезарів, які з’явилися в історії, був Секст Юлій Цезар, претор на Сицилії в 208 році до нашої ери. З роду його сина Секста «Sex. f. Л. н.», ми знаємо, що його батька звали Луцій, але хто саме був цей Луцій і чи носив він прізвище Цезар, невідомо. Виходячи з припущення, що Цезарі походили від більш ранніх відомих родин роду Юлій, деякі вчені припускають, що він був сином Луція Юлія Лібона, консула в 267 році до нашої ери.
Словник грецької та римської біографії та міфології говорить так про когномен Цезар:
Невідомо, який представник роду Юлій вперше отримав прізвище Цезар, але першим, хто зустрічається в історії, є Секст Юлій Цезар, претор у 208 році до нашої ери. Походження назви також невідоме. Спартан у своєму житті Елія Вера згадує чотири різні думки щодо його походження:
1. Це слово означало слона мовою маврів і було дано як прізвище одному з Джуліїв, оскільки він убив слона.
2. Це було дано одному з Юліїв, тому що він був вирізаний з лона його матері після її смерті; або
3. Тому що він народився з великою кількістю волосся на голові; або
4. Тому що він мав блакитні очі майже надприродного типу.

З цих думок третя, яку також наводить Фест, здається, найближче до істини. Цезар і кесарі, ймовірно, пов’язані з санскритським kêsa, «волосся», і це цілком узгоджується з римським звичаєм, коли прізвище давали людині через певну особливість її особистої зовнішності. Друга думка, яка, здається, була найпопулярнішою у стародавніх письменників, безсумнівно, виникла з хибної етимології. Щодо першого, який був прийнятий, каже Спартан, найосвіченішими людьми, то його неможливо повністю спростувати, оскільки ми майже нічого не знаємо про давню мавританську мову; але це не має властивої йому ймовірності; і твердження Сервія, безсумнівно, хибне, що дід диктатора отримав прізвище за те, що власноруч убив слона в Африці, оскільки до його часу існувало кілька Юліїв з цим іменем.
Дослідження етимології цього імені викликає певний інтерес, оскільки жодне інше ім’я ніколи не здобуло такої знаменитості — «clarum et duraturum cum aeternitate mundi nomen». Він був прийнятий Августом як прийомний син диктатора і був переданий Августом своєму прийомному сину Тиберію. Його продовжували використовувати Калігула, Клавдій і Нерон як члени сім'ї Цезаря або через усиновлення, або за жіночим походженням; але хоча сім’я вимерла з Нероном, наступні імператори все ще зберігали її як частину своїх титулів, і була практика додавати її до свого власного імені, як, наприклад, Імператор Цезар Доміціан Август. Коли Адріан усиновив Елія Вера, він дозволив останньому прийняти титул Цезаря; і з цього часу, хоча титул Августа продовжував обмежуватися правлячим принцом, титул Цезаря також надавався другій особі в державі та спадкоємцю трону.
За межами імператорської сім’ї останнім із Юліїв, які, як відомо, носили прізвище Цезар, був Луцій Юлій Цезар, який був консулом у 64 році до нашої ери і все ще жив у 40 році до нашої ери. Хоча інші члени сім’ї, можливо, жили після цього часу, здається, жоден з них не досяг достатньої популярності, щоб бути записаним у наступних поколіннях.

## Нащадок

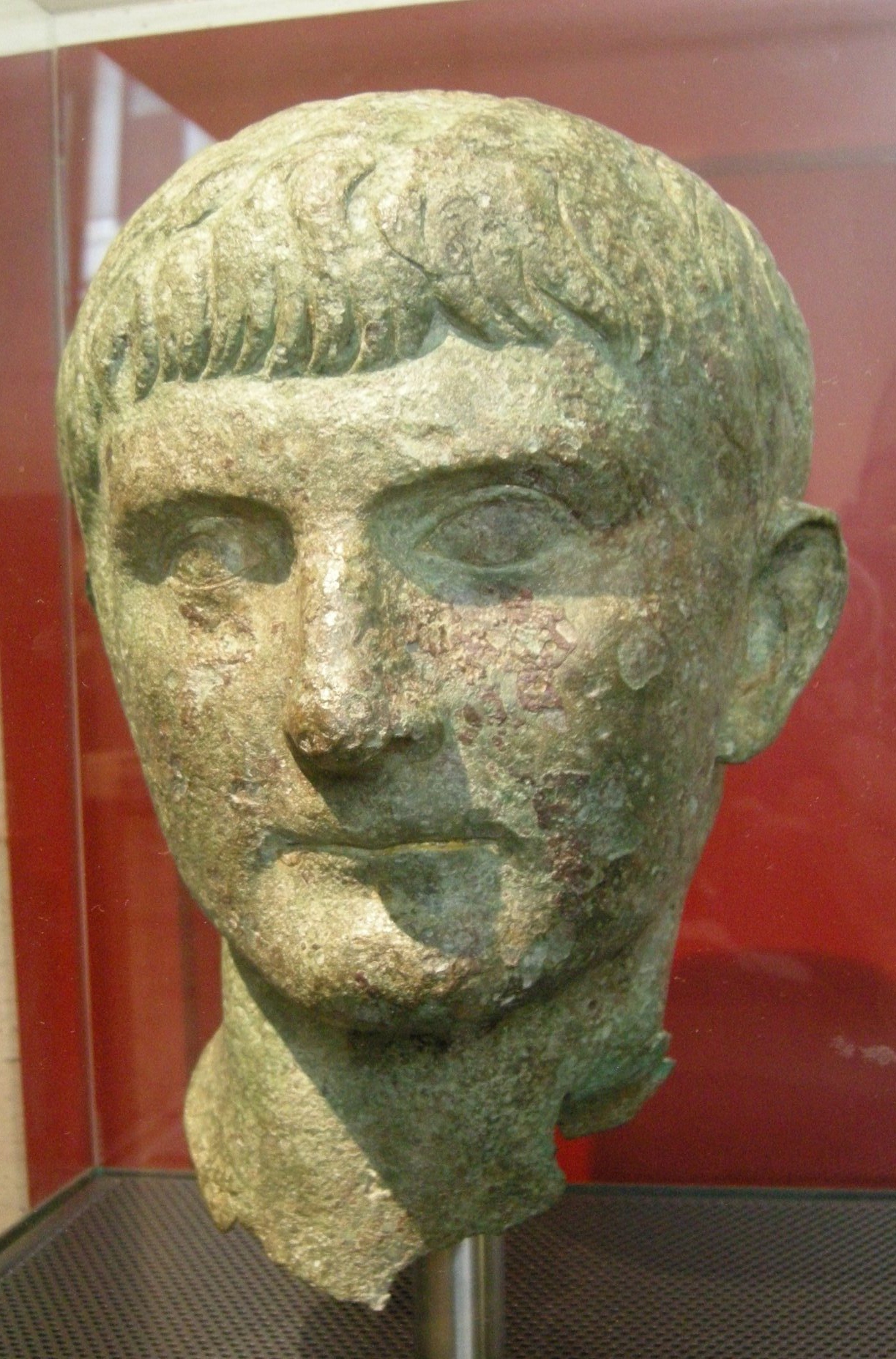
Германік Юлій Цезар, прийомний син імператора Тіберія.

Генеалогію Юліїв Цезарів досліджував Вільгельм Друман у його монументальній історії Риму, а наступні таблиці в основному базуються на його реконструкції родини. Здебільшого генеалогія Друмана є основою для сучасних досліджень сім'ї, за одним важливим винятком: Друман вважав, що Секст Юлій Цезар, який був військовим трибуном у 181 р. до н. Секст, який був консулом у 157 р. до н.е., були батьком і сином. Хоча хронологія припускала, що трибун міг бути сином Секста, який був претором у 208 році до нашої ери, родина консула вказувала, що його діда звали Луцій . Відповідно, Друманн зробив висновок про існування невідомого в іншому випадку Луція Юлія Цезаря між претором і військовим трибуном, хоча для того, щоб мати сенс хронологічно, претор повинен був бути досить літнім, а трибун дуже молодим, коли вони обіймали відповідні посади. Останні науковці дійшли висновку, що військовий трибун і консул були однією людиною, а це означає, що його дід, Луцій, був батьком претора 208 року до нашої ери, а не його сином.
Тому це Секст, претор 208 р. до н.е., а не невідомий іншим чином Луцій Юлій Цезар, який був батьком Луція Юлія Цезаря, претора в 183 р. до н.е., і Секста, консула 157 р. до н.е. Ці сини забезпечують перші дві гілки сім'ї; але третя гілка, що представляє предків диктатора Гая Юлія Цезаря, менш впевнена. Ми знаємо, що діда Цезаря також звали Гай, і що він одружився з жінкою з роду Марцій. Друманн припускав, що він міг бути сином сенатора на ім'я Гай Юлій, який написав римську історію грецькою мовою приблизно в 143 році до нашої ери. Цей Гай, як він припустив, міг бути братом Секста Юлія Цезаря, консула 157 року, а отже, сином Секста, який був військовим трибуном у 181 році. Оскільки два Сексті насправді були однією людиною, це, ймовірно, зробило б сенатора Гая третім сином Секста Юлія Цезаря, претора 208 року до нашої ери. Якщо він був сенатором у 143 році та прадідом Цезаря, який народився в 100 році до нашої ери, він, ймовірно, не був сином консула, оскільки його однойменний і ймовірно старший син Секст був претором у 123 році до нашої ери.
Решта генеалогії добре відома. Оскільки Цезар не залишив законних синів, щоб продовжити своє ім’я та спадщину, за своїм заповітом він усиновив свого внучатого племінника Гая Октавія, який таким чином став Гаєм Юлієм Цезарем Октавіаном, майбутнім імператором, більш відомим як Август. У Октавіана була лише дочка, тому він усиновив двох своїх онуків від Марка Віпсанія Агріппи, який таким чином став Гаєм і Луцієм Юлієм Цезарем; але коли обидва померли молодими, імператор усиновив їхнього брата, який став Марком Юлієм Цезарем Агріппою Постумом, і пасинка Тіберія Клавдія Нерона, який став Тиберієм Юлієм Цезарем. Син Тіберія, Нерон Клавдій Друз, став Друзом Юлієм Цезарем, а він усиновив племінника Тиберія Клавдія Нерона Германіка, який став Германіком Юлієм Цезарем; їхні діти також увійшли до роду Юлії. Лінія завершується смертю сина Германіка, Гая Юлія Цезаря Германіка, більш відомого просто як Гай або Калігула, у 41 році нашої ери; після цього імперська влада перейшла до дядька Гая, Тиберія Клавдія Нерона Германіка, і вийшла з лінії Юліан.

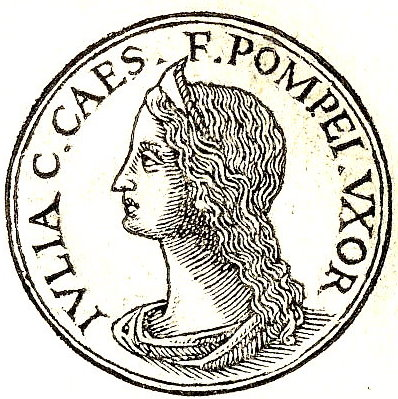
Монета Юлії. Напис означає: Юлія, дочка Гая Цезаря, дружина Помпея.